# 沢木祐介
沢木 祐介（さわき ゆうすけ、1973年6月22日 - ）は、日本の俳優、タレント。東京都出身。身長180cm、体重80kg、血液型はA型。ヘッドクリエイティブ所属。

## 出演

### 映画
- まむしの兄弟（1997年、東映）

### テレビドラマ
- 素敵に女ざかり2（1998年、NHK）
- 温泉若おかみの旅情殺人推理7 能登半島 披露宴から消えた花嫁の死体が! 輪島の朝市に謎がある…（1998年、テレビ朝日）
- ウルトラマンガイア（1998年 - 1999年、MBS） - チームライトニング・大河原聡志隊員
- 棟居刑事の複合遺恨（1998年、テレビ朝日）
- シネマ・カクテル 女性たちの恋愛レシピ 第5話「KISS IN THE DARK」（1999年、関西テレビ）
- チープ・ラブ 第7話「運命の赤い糸」（1999年、TBS）

### オリジナルビデオ
- ウルトラマンティガ外伝 古代に蘇る巨人（2001年、バンダイビジュアル） - デク

### CM
- アコム

### CD
- LAST LOVE